# International German Open 2010
International German Open 2010 — тенісний турнір, що проходив на ґрунтових кортах у місті Гамбург, Німеччина з 19 липня . Належав до категорії ATP World Tour 500, був турніром серії Hamburg European Open 2010 року.

## Фінальна частина

### Одиночний розряд
Андрій Голубєв —  Юрген Мельцер 6–3, 7–5

### Парний розряд
Марк Лопес Таррес /  Давід Марреро —  Жеремі Шарді /  Поль-Анрі Матьє 6–3, 2–6, [10–8]